# Iphiaulax seyrigi
Iphiaulax seyrigi är en stekelart som beskrevs av Granger 1949. Iphiaulax seyrigi ingår i släktet Iphiaulax och familjen bracksteklar. Inga underarter finns listade i Catalogue of Life.